# 交響曲第2番 (マニャール)

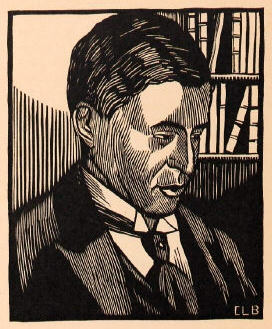
マニャール

《交響曲 第2番 ホ長調（フランス語: Symphonie n° 2 en mi majeur）》作品6は、1892年から1893年にかけてアルベリク・マニャールが作曲した交響曲。

## 概説
エドゥアール・コロンヌに初演を断わられたため、1896年2月16日にギィ・ロパルツの指揮によってナンシーで初演された。ロパルツはマニャールの友人であり、マニャール作品の擁護者でもあって、その数々を演奏会で上演している。ロパルツの要望に応じて改訂が施され、なかんずく（初演後の批評で酷評された）第2楽章が書き換えられた。新版も同年の暮れにナンシーにおいて初演されている。パリ初演は、ようやく1899年5月14日に作曲者自身の指揮で実現された。
《交響曲 第1番》より2年後、《交響曲 第3番》より3年前に作曲されており、第1番よりも創意が認められる。楽章ごとの題名や、ソナタというより組曲に近い楽章の性格付け、舞踊楽章の挿入など、《第3番》や《弦楽四重奏曲ホ短調》に先行する試みが見出される。また、マニャールの交響曲では唯一、長調を主調としている点や、とりわけ第1楽章で旋法が駆使されている点も《第2交響曲》の特色の一つである。循環主題の原理は放棄されているか、さもなくば非常に控え目に利用されているにすぎない。

## 構成
作品は以下の4楽章から成り、全曲の演奏におよそ43分を要する。
1. Ouverture. Assez animé （「序曲」。かなり活き活きと。ホ長調）
2. Danses. Vif （「ダンス」。速く。イ長調）
3. Chant varié. Andante con moto （「歌と変奏」。）
4. Finale. Vif et gai　（「終楽章」。速く、愉快に。ホ長調）

- 第1楽章（「序曲」）第1主題の特徴ある旋律は、実際には、全音音階に似たホ調の混合旋法によっている（ミ‐♯ファ‐♯ソ‐♯ラ‐シ‐ド‐レ〔‐ミ〕）。
- 第1楽章は、全般的にゲネラルパウゼが効果的に活用されている。
- 第2楽章は、当初は「フーガ」と題された全く別の曲だったが、初演で「聞き手をうんざりさせる」と非難されたこともあって、新たに「ダンス」に書き換えられた。2拍子系のリズムが採用されているため、舞曲というより行進曲というべき曲調が支配的で、メンデルスゾーンに前例のある、間奏曲ふうのスケルツォ楽章になっている。
- 第2楽章には、ストラヴィンスキーの《火の鳥》に使われているロシア民謡に似た旋律が登場する。